# Rinal Mukhametov
Rinal Albertovitch Mukhametov (en ruso: Риналь Альбертович Мухаметов; nacido el 21 de agosto de 1989) es un actor ruso, de origen tártaro del Volga.

## Primeros años
Rinal Mukhametov nació en Alexeyevskoye, República Socialista Soviética Autónoma Tártara, RSFS de Rusia, Unión Soviética (ahora República de Tartaristán, Rusia). Se graduó del departamento de variedades y circo de la Escuela de Teatro de Kazan.

## Filmografía seleccionada
| Year | Título        | Papel                  | Notas |
| ---- | ------------- | ---------------------- | ----- |
| 2017 | Attraction    | Alen Hekon / Khariton  | [ 1 ] |
| 2017 | Baltic Tango  | Max                    |       |
| 2019 | Abigail       | Norman                 |       |
| 2020 | Invasion      | Alien Hekon / Khariton | [ 2 ] |
| 2020 | Coma          | Viktor                 | [ 3 ] |
| 2021 | Russian South | Nikita                 |       |